# Битва за Лачин
Битва за Лачин — военная операция в ходе Первой карабахской войны, предпринятая Национальной армией Азербайджана с целью вернуть контроль над Лачинским коридором, контролируемым армией непризнанной НКР с 18 мая 1992 года. Наиболее ожесточённые бои на этом направлении развернулись осенью того же года.

## Предыстория
Осень 1992 года стала кульминацией военных успехов Азербайджана. В какой-то момент азербайджанцы овладели поселком Сырхавенд к северу от Степанакерта и дорогой к востоку от города и готовились вернуть контроль над Лачинским коридором. Министерство обороны в Баку планировало отправить туда колонну автобусов для вывоза армянского гражданского населения с территорий, которые Азербайджан собирался занять.
В интервью газете "Хурал" в марте 2014 года Сурет Гусейнов, командовавший одной из наступающих группировок Азербайджана, комментируя операцию, вспоминает:
Наше наступление в 1992 году было успешным, мы находились в 17 км от Ханкенди. Но Эльчибей внезапно отдал приказ перекрыть Лачинский коридор. Я был против, потому что, во-первых, северное направление боевых действий для нас было самым удачным и если бы мы сменили направление удара, то рисковали столкнуться с трудностями. Во-вторых, надо было оставить Лачинский коридор, чтобы мирное армянское население имело возможность покинуть Карабах. Но Эльчибей ответил мне, что коридор должен быть закрыт, это не обсуждается.

## Ход боевых действий
1 октября 1992 года части 2-го армейского корпуса Азербайджана под командованием генерал-майора Дадаша Рзаева начали наступление из села Мурадханлы на севере Губадлинского района, расположенного к югу от Лачинского. Вторая группировка азербайджанских войск вела наступление на Лачин с северо-запада. Нанесением сходящихся ударов с юга и с севера Лачина азербайджанцы планировали зажать армянские войска в клещи и, взяв под контроль сам город, постепенно восстановить контроль над всем Лачинским районом. В случае успеха операции армянские войска в Нагорном Карабахе оказались бы отрезаны от Армении.
Принявший в конце сентября 1992 года командование армянскими войсками в районе Лачинского коридора 1-й заместитель министра обороны Армении генерал-лейтенант Грач Андреасян провёл мероприятия по созданию устойчивой активной обороны, началось сосредоточение армянской группировки на границе Шушинского и Губадлинского районов для удара в правый фланг наступавшей на Лачин с юга азербайджанской группировки.
После ожесточённых боев 3–6 октября азербайджанские войска с юга подошли к Лачину, в нескольких местах им удалось установить огневой контроль над Лачинским коридором, в результате армянские коммуникации в зоне коридора были практически перерезаны. Наступавшие с севера части вплотную приблизились к Лачину на расстоянии 6–8 км, но полностью взять под контроль пролегающую через Лачин и Шушу дорогу Степанакерт — Горис, а также занять сам город азербайджанским войскам уже не удалось.
В оборонительных боях измотав азербайджанцев, 8 октября армянские войска перешли в контрнаступление и со стороны Шушинского района нанесли удар по правому флангу наступавших с юга азербайджанских войск. Пробив брешь в правом фланге азербайджанских войск, наступавших на Лачин со стороны Губадлы, армянам удалось проникнуть вглубь основных сил азербайджанской группировки и расширить эту брешь. Армянским частям, атаковавшим с территории Армении через линию государственной границы, удалось расширить коридор в южном направлении.
Контрнаступление армян и прорыв в тыл привели к дезорганизации азербайджанских войск и потере управления войсками со стороны командования. В течение 9–12 октября 1992 г. армянским войскам удалось отбросить азербайджанцев от Лачина. 12 октября 1992 года армянские войска, развивая наступление, вышли к границе Губадлинского района, где были остановлены у села Мурадханлы. Для отвлечения азербайджанских сил от Лачина армянами был проведён ряд операций – был нанесён удар по Агдаму, а также высажен вертолетный десант (40 человек) в занятом азербайджанцами северном Карабахе, в двух километрах от Сарсангского водохранилища.

## Последствия
После окончания боёв в районе Лачинского коридора, в середине октября 1992 года на фронте наступило затишье. Азербайджанское командование приняло решение, в связи с ухудшением погоды и наступлением холодов приостановить активные наступательные действия и начать подготовку к массированной наступательной операции весной 1993 года. До конца 1992 г. боевые действия в Карабахе приняли преимущественно позиционный характер.